# Segunda Categoría del Cañar 2019
El Campeonato Provincial de Segunda Categoría de Cañar 2019 fue un torneo de fútbol en Ecuador en el cual compitieron equipos de la Provincia de Cañar. El torneo fue organizado por Asociación de Fútbol Profesional del Cañar (AFCA) y avalado por la Federación Ecuatoriana de Fútbol. El torneo empezó el 18 de mayo de 2019 y finalizó el 21 de julio de 2019. Participaron 11 clubes de fútbol y entregó 2 cupos al zonal de ascenso de la Segunda Categoría 2019 por el ascenso a la Serie B.

## Sistema de campeonato
El sistema determinado por la Asociación de Fútbol Profesional del Cañar fue el siguiente:
- Primera etapa: Los 11 equipos fueron divididos en dos grupos, uno de cinco y otro de seis equipos, jugaron todos contra todos ida y vuelta (10 fechas), en cada fecha un equipo tuvo descanso, los dos primeros de cada grupo avanzaron a la siguiente etapa.

- Segunda etapa: Los 4 equipos clasificados de la etapa anterior se enfrentaron entre sí en play-offs eliminatorios para determinar los equipos que clasificaron a los zonales  de Segunda Categoría 2019, el orden de las semifinales fue: 1.° grupo A vs. 2.° grupo B y 1.° grupo B vs. 2.° grupo A, los ganadores de las semifinales clasificaron también a la final para determinar al campeón y vicecampeón respectivamente.

## Equipos participantes
| Equipos participantes               | Equipos participantes | Equipos participantes                               |
| ----------------------------------- | --------------------- | --------------------------------------------------- |
|                                     |                       |                                                     |
| Equipo                              | Ciudad                | Estadio                                             |
| Club Deportivo Ciudadelas del Norte | La Troncal            | Estadio Municipal de La Troncal                     |
| Club Deportivo Canteros Aliados     | La Troncal            | Estadio Municipal de La Troncal                     |
| Club Deportivo Cañar Fútbol Club    | La Troncal            | Estadio Municipal de La Troncal                     |
| Club Equipo de Cristo               | La Troncal            | Estadio Municipal de La Troncal                     |
| Club Grupo Alcívar                  | El Triunfo            | Estadio Municipal de La Troncal                     |
| Club Deportivo Municipal de Cañar   | Cañar                 | Estadio Municipal 26 de Enero                       |
| Club Deportivo La Troncal Unida     | La Troncal            | Estadio Municipal de La Troncal                     |
| Club Deportivo San Francisco        | Azogues               | Estadio Jorge Andrade Cantos                        |
| Triunfo City Fútbol Club            | El Triunfo            | Estadio de la Liga Deportiva Cantonal de El Triunfo |
| Azogues Sporting Club               | Azogues               | Estadio Jorge Andrade Cantos                        |
| Club Deportivo D León               | Cañar                 | Estadio Municipal 26 de Enero                       |

## Equipos por cantón
| Cantón     | N.º | Equipos                                                                                      |
| ---------- | --- | -------------------------------------------------------------------------------------------- |
| La Troncal | 5   | - Ciudadelas del Norte - Canteros Aliados - Cañar F.C. - Equipo de Cristo - La Troncal Unida |
| Azogues    | 2   | - San Francisco - Azogues S.C.                                                               |
| El Triunfo | 2   | - Grupo Alcívar - Triunfo City                                                               |
| Cañar      | 2   | - Municipal Cañar - León                                                                     |

## Primera etapa

### Grupo A

#### Clasificación
| Pos. | Equipo           | Pts. | PJ | G | E | P | GF | GC | Dif. | Clasificación |
| ---- | ---------------- | ---- | -- | - | - | - | -- | -- | ---- | ------------- |
| 1    | San Francisco    | 21   | 7  | 7 | 0 | 0 | 48 | 1  | +47  | Segunda fase  |
| 2    | Canteros Aliados | 18   | 8  | 6 | 0 | 2 | 21 | 13 | +8   | Segunda fase  |
| 3    | Grupo Alcívar    | 12   | 7  | 4 | 0 | 3 | 18 | 12 | +6   |               |
| 4    | Cañar            | 3    | 7  | 1 | 0 | 6 | 7  | 39 | −32  |               |
| 5    | Equipo de Cristo | 0    | 7  | 0 | 0 | 7 | 1  | 28 | −27  |               |

Actualizado a los partidos jugados el 30 de junio de 2019.
 Fuente: Fiesta Deportiva
Criterios de clasificación: 1) Puntos; 2) Diferencia de goles; 3) Goles marcados

#### Evolución de la clasificación
| Equipo / Jornada | 01 | 02 | 03 | 04 | 05 | 06 | 07 | 08 | 09 | 10 |
| ---------------- | -- | -- | -- | -- | -- | -- | -- | -- | -- | -- |
| San Francisco    | 1  | 1  | 1  | 1  | 1  | 1  | 1  | 1  | 1  | 1  |
| Canteros Aliados | 5  | 3  | 2  | 2  | 2  | 2  | 2  | 2  | 2  | 2  |
| Grupo Alcívar    | 2  | 2  | 3  | 3  | 3  | 3  | 3  | 3  | 3  | 3  |
| Cañar            | 3  | 4  | 5  | 4  | 4  | 4  | 4  | 4  | 4  | 4  |
| Equipo de Cristo | 4  | 5  | 4  | 5  | 5  | 5  | 5  | 5  | 5  | 5  |

#### Resultados
| Equipo de Cristo | 0 - 3    | Grupo Alcívar    | Municipal de La Troncal | 18 de mayo | 16:00    |
| San Francisco    | 4 - 0    | Canteros Aliados | Jorge Andrade Cantos    | 19 de mayo | 11:30    |
| Libre:           | Cañar FC | Cañar FC         | Cañar FC                | Cañar FC   | Cañar FC |

| San Francisco    | 3 - 0         | Equipo de Cristo | Jorge Andrade Cantos    | 26 de mayo    | 11:30         |
| Canteros Aliados | 4 - 2         | Cañar FC         | Municipal de La Troncal | 26 de mayo    | 15:00         |
| Libre:           | Grupo Alcívar | Grupo Alcívar    | Grupo Alcívar           | Grupo Alcívar | Grupo Alcívar |

| San Francisco    | 8 - 0            | Cañar FC         | Jorge Andrade Cantos    | 1 de junio       | 16:00            |
| Canteros Aliados | 3 - 2            | Grupo Alcívar    | Municipal de La Troncal | 2 de junio       | 15:30            |
| Libre:           | Equipo de Cristo | Equipo de Cristo | Equipo de Cristo        | Equipo de Cristo | Equipo de Cristo |

| Equipo de Cristo | 0 - 7         | Canteros Aliados | LDB de Pueblo Nuevo | 5 de junio    | 11:15         |
| Cañar FC         | 1 - 2         | Grupo Alcívar    | Manuel J. Calle     | 6 de junio    | 11:00         |
| Libre:           | San Francisco | San Francisco    | San Francisco       | San Francisco | San Francisco |

| Grupo Alcívar | 1 - 6            | San Francisco    | Manuel J. Calle     | 8 de junio       | 11:00            |
| Cañar FC      | 3 - 0            | Equipo de Cristo | LDB de Pueblo Nuevo | 8 de junio       | 11:00            |
| Libre:        | Canteros Aliados | Canteros Aliados | Canteros Aliados    | Canteros Aliados | Canteros Aliados |

| Grupo Alcívar    | 2 - 1    | Equipo de Cristo | LDB de Pueblo Nuevo | 15 de junio | 11:30    |
| Canteros Aliados | 0 - 5    | San Francisco    | Manuel J. Calle     | 15 de junio | 16:00    |
| Libre:           | Cañar FC | Cañar FC         | Cañar FC            | Cañar FC    | Cañar FC |

| Equipo de Cristo | 0 - 5         | San Francisco    | Manuel J. Calle   | 22 de junio   | 11:30         |
| Cañar FC         | 0 - 1         | Canteros Aliados | LDC de El Triunfo | 22 de junio   | 11:30         |
| Libre:           | Grupo Alcívar | Grupo Alcívar    | Grupo Alcívar     | Grupo Alcívar | Grupo Alcívar |

| Grupo Alcívar    | 7 - 1         | Cañar FC         | LDB de Pueblo Nuevo | 26 de junio   | 11:30         |
| Canteros Aliados | 5 - 0         | Equipo de Cristo | LDB de Pueblo Nuevo | 26 de junio   | 16:00         |
| Libre:           | San Francisco | San Francisco    | San Francisco       | San Francisco | San Francisco |

| Cañar FC      | 0 - 17           | San Francisco    | LDC de El Triunfo | 29 de junio      | 11:30            |
| Grupo Alcívar | 0 - 1            | Canteros Aliados | LDC de El Triunfo | 30 de junio      | 16:00            |
| Libre:        | Equipo de Cristo | Equipo de Cristo | Equipo de Cristo  | Equipo de Cristo | Equipo de Cristo |

| San Francisco    | -                | Grupo Alcívar    | No se programó   | No se programó   | No se programó   |
| Equipo de Cristo | -                | Cañar FC         | No se programó   | No se programó   | No se programó   |
| Libre:           | Canteros Aliados | Canteros Aliados | Canteros Aliados | Canteros Aliados | Canteros Aliados |

### Grupo B

#### Clasificación
| Pos. | Equipo               | Pts. | PJ | G | E | P | GF | GC | Dif. | Clasificación |
| ---- | -------------------- | ---- | -- | - | - | - | -- | -- | ---- | ------------- |
| 1    | León                 | 23   | 10 | 7 | 2 | 1 | 24 | 5  | +19  | Segunda fase  |
| 2    | Triunfo City         | 21   | 10 | 7 | 0 | 3 | 29 | 15 | +14  | Segunda fase  |
| 3    | Azogues              | 19   | 10 | 5 | 4 | 1 | 27 | 7  | +20  |               |
| 4    | La Troncal Unida     | 17   | 10 | 5 | 2 | 3 | 29 | 13 | +16  |               |
| 5    | Ciudadelas del Norte | 3    | 9  | 1 | 0 | 8 | 6  | 21 | −15  |               |
| 6    | Municipal Cañar      | 0    | 9  | 0 | 0 | 9 | 4  | 58 | −54  |               |

Actualizado a los partidos jugados el 6 de julio de 2019.
 Fuente: Fiesta Deportiva
Criterios de clasificación: 1) Puntos; 2) Diferencia de goles; 3) Goles marcados

#### Evolución de la clasificación
| Equipo / Jornada     | 01 | 02 | 03 | 04 | 05 | 06 | 07 | 08 | 09 | 10 |
| -------------------- | -- | -- | -- | -- | -- | -- | -- | -- | -- | -- |
| León                 | 4  | 2  | 3  | 3  | 2  | 3  | 1  | 2  | 1  | 1  |
| Triunfo City         | 6  | 5  | 2  | 1  | 3  | 4  | 4  | 4  | 3  | 2  |
| Azogues              | 1  | 1  | 1  | 2  | 1  | 1  | 2  | 3  | 2  | 3  |
| La Troncal Unida     | 3  | 4  | 4  | 4  | 4  | 2  | 3  | 1  | 4  | 4  |
| Ciudadelas del Norte | 2  | 3  | 5  | 5  | 5  | 5  | 5  | 5  | 5  | 5  |
| Municipal Cañar      | 5  | 6  | 6  | 6  | 6  | 6  | 6  | 6  | 6  | 6  |

| 1. |

#### Resultados
| Ciudadelas del Norte | 3 - 0 | Municipal Cañar  | Municipal de La Troncal | 18 de mayo | 11:00 |
| Azogues SC           | 6 - 0 | Triunfo City     | Jorge Andrade Cantos    | 18 de mayo | 16:00 |
| León FC              | 1 - 2 | La Troncal Unida | Municipal de La Troncal | 19 de mayo | 14:00 |

| Municipal Cañar | 0 - 2 | León FC              | Municipal 26 de Enero | 25 de mayo | 15:00 |
| Triunfo City    | 3 - 1 | La Troncal Unida     | Manuel J. Calle       | 25 de mayo | 16:00 |
| Azogues SC      | 4 - 1 | Ciudadelas del Norte | Jorge Andrade Cantos  | 25 de mayo | 16:00 |

| Triunfo City         | 11 - 0 | Municipal Cañar  | Manuel J. Calle         | 1 de junio | 16:00 |
| Ciudadelas del Norte | 0 - 2  | León FC          | Municipal de La Troncal | 2 de junio | 11:00 |
| Azogues SC           | 2 - 2  | La Troncal Unida | Jorge Andrade Cantos    | 2 de junio | 11:30 |

| Ciudadelas del Norte | 0 - 2  | Triunfo City    | Manuel J. Calle | 5 de junio  | 16:00 |
| León FC              | 1 - 1  | Azogues SC      | Manuel J. Calle | 6 de junio  | 15:30 |
| La Troncal Unida     | 10 - 0 | Municipal Cañar | Manuel J. Calle | 12 de junio | 16:00 |

| La Troncal Unida | 4 - 2 | Ciudadelas del Norte | Manuel J. Calle       | 7 de junio | 16:00 |
| León FC          | 2 - 1 | Triunfo City         | Manuel J. Calle       | 8 de junio | 16:00 |
| Municipal Cañar  | 0 - 5 | Azogues SC           | Municipal 26 de Enero | 9 de junio | 15:00 |

| Ciudadelas del Norte | 0 - 4 | La Troncal Unida | Manuel J. Calle      | 14 de junio | 16:00 |
| Triunfo City         | 0 - 1 | León FC          | LDC de El Triunfo    | 15 de junio | 16:00 |
| Azogues SC           | 6 - 0 | Municipal Cañar  | Jorge Andrade Cantos | 16 de junio | 11:30 |

| Municipal Cañar  | 3 - 6 | Triunfo City         | Municipal 26 de Enero | 22 de junio | 11:30 |
| La Troncal Unida | 0 - 0 | Azogues SC           | Manuel J. Calle       | 22 de junio | 16:00 |
| León FC          | 3 - 0 | Ciudadelas del Norte | LDC de El Triunfo     | 22 de junio | 16:00 |

| Municipal Cañar | 1 - 5 | La Troncal Unida     | Municipal 26 de Enero | 26 de junio | 15:00 |
| Azogues SC      | 1 - 1 | León FC              | Jorge Andrade Cantos  | 26 de junio | 16:00 |
| Triunfo City    | 1 - 0 | Ciudadelas del Norte | LDC de El Triunfo     | 26 de junio | 16:00 |

| La Troncal Unida     | 1 - 3  | Triunfo City    | Manuel J. Calle   | 29 de junio | 16:00 |
| Ciudadelas del Norte | 0 - 1  | Azogues SC      | LDC de El Triunfo | 29 de junio | 16:00 |
| León FC              | 10 - 0 | Municipal Cañar | LDC de El Triunfo | 30 de junio | 11:30 |

| Triunfo City     | 2 - 1 | Azogues SC           | Manuel J. Calle   | 6 de julio     | 14:00          |
| La Troncal Unida | 0 - 1 | León FC              | LDC de El Triunfo | 6 de julio     | 14:00          |
| Municipal Cañar  | -     | Ciudadelas del Norte | No se programó    | No se programó | No se programó |

## Segunda fase
|  | Semifinales      | Semifinales      | Semifinales      | Semifinales      |   |               | Final            | Final            | Final            | Final            |  |
|  | 10 y 14 de julio | 10 y 14 de julio | 10 y 14 de julio | 10 y 14 de julio |   |               | 17 y 21 de julio | 17 y 21 de julio | 17 y 21 de julio | 17 y 21 de julio |  |
|  |                  |                  |                  |                  |   |               |                  |                  |                  |                  |  |
|  |                  |                  |                  |                  |   |               |                  |                  |                  |                  |  |
|  | San Francisco    | San Francisco    | 2                | 6                |   |               |                  |                  |                  |                  |  |
|  | San Francisco    | San Francisco    | 2                | 6                |   |               |                  |                  |                  |                  |  |
|  | Triunfo City     | Triunfo City     | 1                | 0                |   |               |                  |                  |                  |                  |  |
|  | Triunfo City     | Triunfo City     | 1                | 0                |   | San Francisco | San Francisco    | 1                | 2                |                  |  |
|  |                  |                  |                  |                  |   | San Francisco | San Francisco    | 1                | 2                |                  |  |
|  |                  |                  | D' León          | D' León          | 0 | 1             |                  |                  |                  |                  |  |
|  | D' León          | D' León          | D' León          | D' León          | 0 | 1             | 2                | 1                |                  |                  |  |
|  | D' León          | D' León          |                  |                  |   |               | 2                | 1                |                  |                  |  |
|  | Canteros Aliados | Canteros Aliados | 2                | 0                |   |               |                  |                  |                  |                  |  |
|  | Canteros Aliados | Canteros Aliados | 2                | 0                |   |               |                  |                  |                  |                  |  |
|  |                  |                  |                  |                  |   |               |                  |                  |                  |                  |  |

- Nota : El equipo ubicado en la primera línea de cada llave es el que ejerció la localía en el partido de vuelta.

### Semifinales
| Fecha                      | Lugar      | Local            |  | Resultado |  | Visitante        |
| -------------------------- | ---------- | ---------------- |  | --------- |  | ---------------- |
| 10 de julio de 2019, 16:00 | La Troncal | Triunfo City     |  | 1 – 2     |  | San Francisco    |
| 14 de julio de 2019, 11:30 | Azogues    | San Francisco    |  | 6 – 0     |  | Triunfo City     |
| 10 de julio de 2019, 16:00 | El Triunfo | Canteros Aliados |  | 2 – 2     |  | D' León          |
| 14 de julio de 2019, 11:30 | El Triunfo | D' León          |  | 1 – 0     |  | Canteros Aliados |

### Final
| Fecha                      | Lugar      | Local         |  | Resultado |  | Visitante     |
| -------------------------- | ---------- | ------------- |  | --------- |  | ------------- |
| 17 de julio de 2019, 12:00 | El Triunfo | D' León       |  | 0 – 1     |  | San Francisco |
| 21 de julio de 2019, 11:30 | Azogues    | San Francisco |  | 2 – 1     |  | D' León       |

| |
| |
| Club Deportivo San Francisco 4.° título Clasifica a los zonales de la Segunda Categoría 2019 y a la Copa Ecuador 2020. - También clasifica Club Deportivo D' León como vicecampeón. |